# 1. pehotna divizija (Avstro-Ogrska)
1. pehotna divizija (izvirno nemško 1. Infanterietruppendivision) je bila pehotna divizija avstro-ogrske skupne vojske, ki je bila aktivna med prvo svetovno vojno.

## Zgodovina
Divizija je sodelovala v edini avstro-ogrsko-nemški ofenzivi na soški fronti. 24. oktobra 1917 je divizija zajela 4600 ujetnikov, 77 topov in 32 mitraljezov, a ji ni uspelo zasesti Globočaka.

## Poveljstvo
Poveljniki
- Stephan Bogat von Kostanjevac: avgust 1914–oktober 1915
- Ignaz Schmidt von Fussina: oktober 1915–april 1917
- Joseph Metzger: april 1917–november 1918

## Organizacija
Maj 1914
- 7. gorska brigada
- 8. gorska brigada
- 9. gorska brigada

Maj 1918
- 1. pehotna brigada:

- 5. pehotni polk
- 61. pehotni polk

- 2. pehotna brigada:

- 112. pehotni polk
- 17. poljskolovski bataljon
- 25. poljskolovski bataljon
- 31. poljskolovski bataljon

- 1. jurišni bataljon
- 1. poljskoartilerijska brigada
- 5. eskadron, 10. huzarski polk
- 1. četa, 1. saperski bataljon